# Jerzy Lubomirski
Jerzy Lubomirski teljes nevén Jerzy Sebastian Lubomirski (? 1616. január 20. k. – Wrocław, 1667. január 31.) lengyel mágnás, királyi marsall, hadvezér, a Szepesség kapitánya és német birodalmi herceg.

## Életrajza
Stanisław Herakliusz Lubomirski krakkói hercegvajda és Ostrogskai Zsófia gyermekeként született. 1647-től Krakkó sztarosztája volt, majd 1650-től a Lengyel Királyság marsallja lett.
1648-ban részt vett a Bohdan Hmelnickij vezette zaporozsjei kozákok elleni harcokban, majd az 1654-ben kitört lengyel–orosz háborúban. Az ukrajnai frontról 1656-ban visszatért Lengyelországba, amit egy évvel ezelőtt svéd és brandenburgi csapatok szálltak meg. Stefan Czarniecki oldalán küzdött a svéd megszállók ellen. 1657-ben, amikor II. Rákóczi György vezette erdélyi-havasalföldi-moldvai-kozák seregek délről bevonultak Lengyelországba, ő a Szepességből kiindulva a Vereckei-hágón át betört Erdély területére és végigpusztította Visk, Munkács és Ungvár vidékét, s nagy zsákmányt szerezve kivonult az országból, ezzel már Rákóczi visszavonulási útját veszélyeztetve.

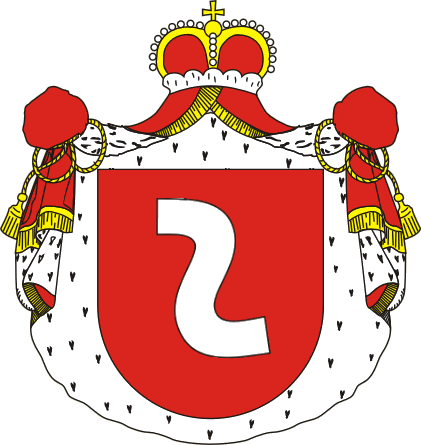
Lubomirski címere.

A svéd háború után visszatért a keleti hadszíntérre, ahol az oroszokkal és a kozákokkal újra kiújult a háború. 1660-ban az általa és Stanisław Potocki által vezérelt lengyel-litván-tatár sereg legyőzte az orosz-kozák csapatokat.
1663 végén Wesselényi Ferenc nádor katonai segítségért érkezett Lengyelországba a török ellen. Lubomirski önként jelentkezett a török elleni háborúra. Mintegy nyolcezer katonát kitevő, főleg lovassági dandár felett parancsnokolva vonult be a Felvidékre. Az 1664 januárjában délen indult eszéki hadjárat során az északon maradt csapatok a török ellen kezdtek részben elterelő hadműveletekbe. Lubomirski Várad és a bányavárosok vidékén vett részt a harcokban.
A háború után visszatért Lengyelországba, ahol II. János Kázmér épp kiadta vivente rege nevű elekcióját. A király ezzel a központi hatalmat igyekezett megerősíteni, okulva abból, hogy az északi háborúban számos lengyel főúr átpártolt az ellenséghez. Lubomirski azonban ebben a nemesi szabadságjogok korlátozását vélte látni és megvétózta a Szejmben a vivente regét. A király száműzetéssel sújtotta, de Lubomirski és hívei lázadást robbantottak ki.
1666-ban a mątwy csatában döntő győzelmet aratott II. János Kázmér felett, aki elismerte vereségét és visszavonta a vivente rege tervezetet. Lubomirski ellenben nagyot hibázott felkelésével, mert tovább apasztotta hazája erejét, amely az 1660-as évek végétől már elindult a lassú összeomlás útján. Tettét az utókor is gyalázatos árulásnak bélyegzi.